# Mikao Usui
Mikao Usui (臼井甕男 Usui Mikao?, 15 de agosto de 1865 - 9 de marzo de 1926) fue el fundador de un sistema de armonización natural  denominado Reiki, considerado como medicina complementaria y alternativa (CAM), que utiliza  "energía vital universal" canalizada a través de la imposición de manos para promover la autorregulación del organismo en el tratamiento de enfermedades y desequilibrios físicos, mentales y emocionales.

## Su vida
Según la inscripción que figura en la lápida de su tumba, situada en el templo Saihō-ji de Kioto, Usui nació el 15 de agosto de 1865 en la villa de Taniai, distrito de Yamagata y prefectura de Gifu (Japón). El nombre de su padre era Taneuji y su apellido materno era Kawa. Se casó con Sadako Suzuki y tuvieron dos hijos (Fuji y Toshiko).
En 1922 subió al monte Kurama de Kioto y en el curso de una meditación durante la que afirmó alcanzar satori, reuniendo los conocimientos necesarios para dar forma a su propio sistema de espiritualidad al que Usui denominó Usui Shiki Ryoho en occidente conocido como Reiki y asociado a la sanación natural, basado en utilizar el Ki para armonizar y favorecer la salud de uno mismo y la de los demás.

## Reiki

### Japonés
En 1922 fundó en Tokio Usui Reiki Ryoho Gakkai (escuela depositaria del reiki tradicional japonés) y se esforzó en enseñar y tratar con reiki a muchas personas. Estableció una pauta de vida basada en cinco principios extraídos de los conceptos del libro Kenzon no Genri” de Susuki Bizán  y erróneamente atribuidos al emperador Meiji con sus poemas Waka los cuales también formaban parte de la disciplina de Usui, además de las ceremonias de iniciación para capacitar a nuevos practicantes de reiki.  En septiembre del año 12 de la era de Taishō (1923), un intenso terremoto devastó el área metropolitana de Tokio, dejando tras de sí gran cantidad de heridos y sufrimiento. Usui Sensei atendió a un ingente número de damnificados. Falleció el 9 de marzo de 1926 en Fukuyama, habiendo iniciado a 21 maestros.
Presidentes:
1. Mikao Usui (1865-1926)
2. Juzaburo Ushida (1865-1935)
3. Kanichi Taketomi (1878-1960)
4. Yoshiharu Watanabe (¿?-1960)
5. Hoichi Wanami (1883-1975)
6. Kimiko Koyama (1906-1999)
7. Masaki Kondo (¿?- )
8. Ichita Takahashi (actual presidente, desde principio de 2010)

### Occidental
Chūjirō Hayashi, médico naval y uno de los maestros iniciados por Usui, fundó en 1927 Hayashi Reiki Kenkyu-kai y procedió a establecer sus propias técnicas de reiki. Una de sus pacientes y alumnas, la señora Hawayo Takata, con nacionalidad estadounidense y residencia en Hawái, fue finalmente iniciada de maestría por Hayashi en 1938 dando lugar al linaje Usui-Hayashi-Takata, originario a su vez del reiki occidental.[cita requerida]
1. Mikao Usui (1865-1926)
2. Chūjirō Hayashi (1879-1941)
3. Hawayo Takata (1900-1980)
4. 22 maestros formados por Takata

Como consecuencia de la división entre los sucesores de Takata tras su muerte, surgen las dos primeras asociaciones de reiki en occidente:
- The Reiki Alliance, presidida por Phyllis Lei Furumoto (nieta de Takata y una de los 22 maestros formados por esta).
- The American International Reiki Association (AIRA, o The Radiance Technique International Association), inicialmente presidida por Barbara Weber Ray (igualmente, una de los 22 maestros formados por Takata).

En 1999 las enseñanzas tradicionales japonesas se abren a occidente, de la mano de Hiroshi Doi (Usui Reiki Ryoho Gakkai) y Fuminori Aoki (Reido Reiki Gakkai). Doi es creador de Gendai Reiki Ho, método que trata de unificar los dos principales sistemas de reiki, tomando como base las enseñanzas originales de Mikao Usui y añadiendo técnicas de reiki occidental. Actualmente, Hiroshi Doi es presidente de Gendai Reiki Healing Association y Fuminori Aoki preside Reido Reiki Gakkai y Human & Trust Institute, en Japón.[cita requerida]

## Vida personal y muerte
Usui se casó con Sadako Suzuki, quien tuvo hijos con los nombres de Fuji y Toshiko. Fuji (1908-1946) se convirtió en profesor en la Universidad de Tokio. Toshiko murió a los 22 años en 1935.[cita requerida]
Usui murió el 9 de marzo de 1926 de un derrame cerebral.[cita requerida]
Las cenizas de la familia están enterradas en la tumba del templo Saihō-ji en Tokio.